# Dona Cristina Perdeu a Memória
Dona Cristina perdeu a memória é um filme de curta metragem brasileiro de 2002, dirigido por Ana Luiza Azevedo. É uma produção da Casa de Cinema de Porto Alegre. O roteiro foi escrito por Ana Luiza Azevedo, Jorge Furtado e Rosângela Cortinhas.
A produção executiva é de Nora Goulart e Luciana Tomasi, a direção de fotografia de Alex Sernambi, a direção de arte de Fiapo Barth, a música de Gustavo Finkler e a montagem de Giba Assis Brasil.

## Sinopse
Antônio é um menino de 8 anos de idade que descobre que sua vizinha Cristina, uma senhora com 80 anos que sofre do Mal de Alzheimer, está sempre contando histórias diferentes sobre fatos da sua vida, e se atrapalha com os nomes dos parentes ou os santos dos dias. Ela acredita que Antônio poderá ajudá-la a recuperar a memória.

## Elenco
- Lissy Brock ....Dona Cristina
- Pedro Tergolina .... Antônio

## Principais prêmios
8º Prêmio Iecine (concedido pelo governo do estado do Rio Grande do Sul, 2000)
- Recebeu apoio à produção.[1]

30º Festival de Gramado (2002)
- Venceu na categoria de melhor direção de curta e melhor direção de arte de curta.[1][2]

13º Festival Internacional de Curtas de São Paulo (2002)
- Destaque do júri popular (entre os 10 filmes mais votados) e prêmio aquisição Canal Brasil.[1]

35º Festival do Cinema Brasileiro de Brasília (2002)
- Venceu na categoria de melhor curta (prêmio da crítica) e recebeu o Prêmio ANDI Cinema pela Infância.[1][2]

3º Fluxus - Festival Internacional de Cinema na Internet (2002)
- Venceu na categoria de melhor E-cinema (ficção, experimental, vídeo-arte).[1]

3° Prêmio APTC (2002)
- Venceu nas categoria de melhor filme, melhor direção e melhor roteiro.[1]

7º Cine PE - Festival do Audiovisual do Recife (2003)
- Venceu nas categorias de melhor filme e melhor direção, e recebeu o Prêmio ABD.[1][2]

12º Divercine - Festival Internacional de Cine para Niños (Montevidéu, 2003)
- Venceu na categoria de melhor curta de ficção e recebeu o Prêmio OCIC.[1]

2° Festival de Cinema e Vídeo de Campo Grande
- Venceu na categoria de melhor curta-metragem (prêmio do júri popular).[1]